# Гриневский, Казимир Викентьевич
Казимир Викентьевич Гриневский (1825—1885) — русский архитектор. Брат архитектора Льва Викентьевича Гриневского.

## Биография
Родился в 1825 году в семье юриста Викентия Леонардовича Гриневского (1787 — ок. 1840).
В 1842 году поступил в Петербургское строительное училище, которое с отличием окончил в 1847 году. За успехи в учении его фамилия была занесена на мраморную доску училища. В том же году был назначен в распоряжение Главного управления путей сообщения и причислен к департаменту рассмотрения проектов и смет. В 1849 году определён в Орловскую губернскую строительную и дорожную комиссию архитекторским помощником, вскоре переведён в Московскую губернскую строительную и дорожную комиссию архитектором для производства работ. В 1865 году, при упразднении комиссии, выведен за штат, а в 1867 году — уволен. В 1867—1879 годах работал, не поступая на государственную службу. 
В 1879 году вновь поступил на службу сверхштатным техником Строительного отделения Московского губернского правления.
Умер 18 февраля (2 марта) 1885 года.

## Проекты и постройки
- Двухэтажный кирпичный дом (1868, Москва, Хлебный переулок, 6);
- Храм Всех Святых (1870, Серпухов);
- Комиссаровское техническое училище (1870, Москва, Благовещенский переулок, 1);
- Церковь Иоакима и Анны  (1871, Можайск);
- Церковь Владимира в Старых Садах (перестройка) (1874, Москва, ул. Забелина, 3);
- Жилой дом (перестройка) (1880, Москва, Дмитровский переулок, д. 4);
- Церковь Успения Пресвятой Богородицы (перестройка, 1882, Гжель)[3];
- Колокольня Преображенской церкви в Спас-Темне (1882, Сельское поселение Стремиловское)[4].
- Церковь Всех Святых (1883, Ивановское)[5].